# هارموتوم
هارموتوم هو معدن لونه أبيض ثلجي أو رمادي أو أصفر أحمر أو بني، وهو أحد أندر الزيوليتات. مؤلف من سيليكات الألومنيوم والباريوم المميأه، صيغته الكيمائية: (Ba0.5,Ca0.5,Na,K)5Al5,Si11O32·12(H2O).. يتبلور حسب نظام أحادي الميل، وغالبًا ما يرتبط بالكالسيت والزيوليتات الأخرى. صلادته من 4 إلى 5 موس ووزنه النوعي من 2.44 إلى 2.5.